# Wave Race
Die Videospielreihe Wave Race ist eine Rennspielreihe von Nintendo. Es gilt, mit einem Jet-Ski auf der Wasseroberfläche Rundkurse als Schnellster zu beenden. Dies geschieht in einem Grand-Prix-Modus gegen Konkurrenten oder im Zeitfahrmodus (Time Trial) allein gegen die Uhr. Hierbei ist ein charakteristisches Element der Spielreihe, dass auf dem Kurs platzierte Bojen slalomartig auf der jeweils richtigen Seite zu passieren sind. Geschieht dies nicht, erhält man Strafpunkte und die Maximalgeschwindigkeit wird heruntergesetzt. Wenn der 5. Strafpunkt verhängt wurde, ist der Fahrer disqualifiziert. Durch korrektes Umfahren der Bojen kann das Geschwindigkeitsmaximum wieder aufgebaut werden.

In einem weiteren Spielmodus ist es Aufgabe des Spielers, durch Ausführen von Stunts und dem Durchfahren von Ringen eine möglichst hohe Punktzahl zu erzielen.
Ursprünglich ein weniger bekanntes Spiel auf dem Game Boy, bei dem man das Geschehen aus der Vogelperspektive sieht, erlangte die Reihe erstmals auf dem Nintendo 64 einen höheren Bekanntheitsgrad. Infolgedessen wurde auch der Game-Boy-Vorgänger nachträglich in Europa veröffentlicht. Anfänglich war für die Nintendo-64-Version geplant, keine Jet-Skis zu verwenden, sondern futuristische Hovergefährte. Später allerdings kehrte man zu den bemannten Jet-Ski-Fahrzeugen zurück. Das Spiel erschien schließlich ca. 2 Monate nach dem europäischen Verkaufsstart des Nintendo 64. Pluspunkte des Spiels waren die damals ungekannten Transparenzeffekte und Wellenanimationen, wobei letztere die Spielbarkeit der Fahrzeuge tatsächlich beeinflussten. Daran wurde beim von NST entwickelten Nachfolger Wave Race: Blue Storm für GameCube weiter festgehalten, der bei der Europa-Veröffentlichung des GameCubes ein Starttitel war.
Seit August 2007 wird Wave Race 64 als herunterladbares Spiel für die Nintendo Wii über Virtual Console angeboten.

## Bisherige Spiele
- Wave Race (Game Boy) – USA: 1992 | Europa: 1997
- Wave Race 64 (Nintendo 64) – Japan: 1996 | USA: 1996 | Europa: 1997
- Wave Race 64 - Rumble Pack Edition (Nintendo 64) – Japan: 1997
- Wave Race: Blue Storm (Nintendo GameCube) – Japan: 2001 | USA: 2001 | Europa: 2002